# Moontower
Moontower ist das bislang einzige Soloalbum des schwedischen Musikers und Produzenten Dan Swanö. Es erschien im Januar 1999 bei Black Mark Production.

## Entstehung und Veröffentlichung
Nach der Auflösung von Pan.Thy.Monium, dem vorübergehenden Aus von Edge of Sanity und während einer Pause von Nightingale begann Dan Swanö die Arbeiten an einem Soloalbum. Er schrieb alle Stücke, spielte alle Instrumente ein, produzierte und mischte das Album, das er Moontower nannte; für das Artwork verwendete Anders Storm eine Detailaufnahme von Swanös Auge. Das Mastering wurde von Peter in de Betou übernommen.

## Titelliste
1. Sun of the Night – 5:14
2. Patchworks – 4:59
3. Uncreation – 5:40
4. Add Reality – 6:17
5. Creating Illusions – 4:13
6. The Big Sleep – 5:17
7. Encounterparts – 6:06
8. In Empty Phrases – 5:58

## Stil
Dan Swanö spielt auf Moontower melodischen und harten Progressive Metal mit für den Death Metal typischem Growling, nur wenige Passagen werden klar gesungen. Die elektrische Gitarre wird meist als Rhythmusinstrument eingesetzt oder untermalt mit ihren Riffs das melodieführende Keyboard, das entweder wie ein „spaciger“ Synthesizer oder wie eine Hammond-Orgel klingt. Gelegentlich ist eine akustische Gitarre zu hören. Trotz der abwechslungsreichen Kompositionen wirkt das Album homogen. In der Presse wurden einzelne Stilelemente mit Edge of Sanity, Amorphis, Opeth, Rush und Dream Theater verglichen.

## Rezeption
Das Album wurde von der Presse i. A. positiv aufgenommen. Matthias Weckmann vom Metal Hammer fand, Swanö greife mit Moontower „zwar nicht nach den Sternen, aber ganz bestimmt auch nicht ins Klo.“ Jan Hamm von den Babyblauen Seiten urteilte: „Stilistische Brüche, besondere Experimente oder abwechslungsreichen Gesang sucht man zwar vergebens, dafür […] enthält ‘Moontower’ aber wirklich hochwertiges Material.“ Michael Rensen vom Rock Hard lobte, das Album biete „genug interessanten Stoff, um auch Prog-Fans und Anhänger von symphonischen Truppen wie Covenant für Stunden an die Boxen zu ketten.“ Das eclipsed-Magazin nahm das Album in seine Liste der Progmetal-Meilensteine auf.